# Theodor Reye
Karl Theodor Reye, född 20 juni 1838 i Ritzebüttel vid Cuxhaven, död 2 juli 1919 i Würzburg, var en tysk matematiker.
Reye blev 1867 professor vid Polytechnikum i Zürich, 1870 vid Polytechnikum i Aachen och 1872 vid Strassburgs universitet, där han blev emeritus 1909. Som författare sysselsatte han sig nästan uteslutande med den nyare syntetiska geometrin, åt vilken han ägnade ett stort antal avhandlingar, de flesta införda i "Journal für die reine und angewandte Mathematik". Han fortsatte härvid särskilt den utbildning av situationsgeometrin, till vilken Joseph Gergonne och Karl von Staudt gett uppslaget, och utgav även en lärobok i ämnet, Die Geometrie der Lage (I femte upplagan 1909, II fjärde upplagan 1907, III fjärde upplagan 1910).